# 艾莎·加尼
丹斯里艾莎·加尼（1923年12月15日—2013年4月19日），马来西亚政治人物、巫统党员。1973年至1984年担任社会福利部长，并于1972年至1984年任巫统妇女组主席。此外，她也是一名记者，并多次撰文鼓励女性参政。
2013年4月19日去世，享年90岁。她的回忆录于1992年11月4日由时任首相马哈迪·莫哈末主持推介。